# برلمان سلوفينيا
برلمان سلوفينيا (بالسلوفينية: Slovenski parlament)‏ هو الهيئة التشريعية في سلوفينيا، يتكون من المجلس الأعلى مجلس سلوفينيا الوطني
الذي يضم 40 مقعداً، والمجلس الأدنى جمعية سلوفينيا الوطنية الذي يضم 90 مقعداً.
وفقًا لدستور سلوفينيا، فإن الهيئة التمثيلية العامة للأمة السلوفينية هي الجمعية الوطنية. غالبًا ما يشير عامة الناس في سلوفينيا إلى الجمعية الوطنية وحدها باسم البرلمان السلوفيني. ولكن فإن المجلس الوطن، وهو الهيئة التمثيلية للفئات الاجتماعية الأساسية، يؤدي أيضًا جزءًا آخر ثانويًا من الوظيفة التشريعية.